# Adrie van Kraay
Adrie van Kraay (* 1. srpna 1953 Eindhoven) je bývalý nizozemský fotbalista, obránce.

## Fotbalová kariéra
V nizozemské lize hrál za PSV Eindhoven, se kterým získal v letech 1975, 1976 a 1978 mistrovský titul a v roce 1976 i nizozemský pohár. Dále hrál v Belgii za tým K. Waterschei SV Thor Genk a ve Švýcarsku za FC Basel. V Poháru mistrů evropských zemí nastoupil v 16 utkáních, v Poháru vítězů pohárů nastoupil v 16 utkáních a dal 1 gól a v Poháru UEFA nastoupil ve 25 utkáních, dal 2 góly a soutěž v roce 1978 s PSV Eindhoven vyhrál. Za nizozemskou reprezentaci nastoupil v letech 1975–1979 v 17 utkáních. Byl členem nizozemské reprezentace na Mistrovství světa ve fotbale 1978, kdy Nizozemsko získalo stříbrné medaile za 2. místo. Nastoupil ve 2 utkáních. Byl členem nizozemské reprezentace na Mistrovství Evropy ve fotbale 1976, kde Nizozemsko získalo bronzové medaile za 3. místo. Nastoupil ve 2 utkáních.

## Ligová bilance
| Ročník                    | Zápasy | Góly | Klub                       |
| ------------------------- | ------ | ---- | -------------------------- |
| Eredivisie 1971/72        | 20     | 0    | PSV Eindhoven              |
| Eredivisie 1972/73        | 34     | 0    | PSV Eindhoven              |
| Eredivisie 1973/74        | 29     | 0    | PSV Eindhoven              |
| Eredivisie 1974/75        | 33     | 1    | PSV Eindhoven              |
| Eredivisie 1975/76        | 34     | 1    | PSV Eindhoven              |
| Eredivisie 1976/77        | 32     | 0    | PSV Eindhoven              |
| Eredivisie 1977/78        | 31     | 2    | PSV Eindhoven              |
| Eredivisie 1978/79        | 30     | 1    | PSV Eindhoven              |
| Eredivisie 1979/80        | 23     | 0    | PSV Eindhoven              |
| Eredivisie 1980/81        | 18     | 0    | PSV Eindhoven              |
| Eredivisie 1981/82        | 25     | 0    | PSV Eindhoven              |
| 1. belgická liga 1982/83  | 31     | 1    | K. Waterschei SV Thor Genk |
| 1. belgická liga 1983/84  | 26     | 0    | K. Waterschei SV Thor Genk |
| 1. švýcarská liga 1984/85 | 17     | 0    | FC Basel                   |
| CELKEM                    | 383    | 6    |                            |